# (5580) Sharidake
(5580) Sharidake (1988 RP1) – planetoida z pasa głównego asteroid okrążająca Słońce w ciągu 3,39 lat w średniej odległości 2,25 j.a. Odkryta we wrześniu 1988 roku.